# Райский, Юрий Владимирович
Юрий Владимирович Райский (25 августа 1955, Помары, Марийская АССР — 4 октября 2021, Москва) — советский и российский кинооператор, оператор-постановщик, заслуженный деятель искусств Российской Федерации (2014).

## Биография
Юрий Райский родился 25 августа 1955 года в селе Помары (республика Марий Эл.
В 1972 году окончил школу № 14 в Саранске. Его отец работал оператором на Мордовском кинокорреспондентском пункте от Казанской студии кинохроники, и Юрий тоже поступил во ВГИК на кинооператорский факультет в мастерскую Косматова Л. В.
Окончил ВГИК в 1978 году.
С 1980 года работал на киностудии «Мосфильм» вторым оператором с кинооператорами Рербергом Г. И. и Нахабцевым В. Д.
В 1987 году снял первый полнометражный фильм «Брод» (реж. А. Добровольский и Г. Дульцев) в качестве оператора-постановщика. Позднее Юрий Райский работал с Андреем Добровольским на съёмках картин «Сфинкс» и «Присутствие».
В 1992 году снял фильм режиссёра Петра Тодоровского «Анкор, ещё анкор!», а в 1995-м — фильм «Какая чудная игра».
В 1993 году совместно с Ильёй Дёминым, Юрием Любшиным, Сергеем Мачильским и Юрием Шайгардановым создал Ассоциацию российских кинооператоров «А. Р. К. О.».
Член Союза кинематографистов с 1988 года.
С 1999 года — главный оператор телеканала «Культура».
Был Председателем Государственной Экзаменационной Комиссии операторского факультета ВГИКа.
Член Российской Академии кинематографических искусств «Ника».
Член киноакадемии стран азиатско-тихоокеанского региона (Asia Pacific Screen Awards).
Скончался 4 октября 2021 года в Москве на 67-м году жизни после тяжёлой болезни. Урна с прахом захоронена в колумбарии Ясеневского кладбища.

## Фильмография

### Кинооператор
- 1975 — «Эстафета», к/м, реж. В. Волков
- 1978 — «Безымянная звезда», к/ф, реж. М. Казаков
- 1984 — «Воскресные прогулки», к/а, реж. А. Мустафин
- 1987 — «Брод», реж. А. Добровольский и Г. Дульцев
- 1988 — «Фантазёр», фильм-балет, реж. В. Бунин, М. Лавровский
- 1990 — «Сфинкс», реж. А. Добровольский
- 1991 — «Смерть в кино», реж. К. Худяков,
- 1991 — «Сумасшедшая любовь», реж. А. Квирикашвили
- 1992 — «Присутствие», реж. А. Добровольский
- 1992 — «Ка-ка-ду», реж. С. Гурзо
- 1992 — «Бронзовый Христос», к/м, реж. А. Аравин,
- 1992 — «Анкор, ещё анкор!», реж. П. Тодоровский
- 1994 — «Я виноват», реж. Д. Вишневский, Ю. Разыков
- 1995 — «Какая чудная игра», реж. П. Тодоровский
- 1995 — «Ночь и день», к/м, реж. М. Рафиков
- 1997 — «Зал ожидания», 12 серий, реж. Д. Астрахан
- 1998 — «Любовь зла…», реж. В. Зайкин
- 2000 — «Траектория бабочки», реж. Ю. Гольдин
- 2001 — «Чёрная комната», к/а, новелла «21.00», реж. Ю. Гольдин
- 2001 — «Бригада», 15 серий, реж. А. Сидоров
- 2002 — «Убойная сила 4» (сериал, Россия), серия «Бабье лето», реж. А. Прошкин
- 2002 — «Убойная сила 4» (сериал, Россия), серия «Второе дно», реж. С. Снежкин
- 2004 — «Игры мотыльков», реж. А. Прошкин
- 2005 — «Убойная сила 6» (сериал), серия «Ставки сделаны»
- 2005 — «Бой с тенью», реж. А. Сидоров
- 2005 — «Солдатский декамерон», реж. А. Прошкин
- 2006 — «Обратный отсчёт», реж. В. Шмелёв
- 2007 — «Королёв. Главный конструктор», реж. Ю. Кара
- 2007 — «1814», реж. Андрес Пуустусмаа
- 2008 — «Отцы и дети», 4 серии, реж. Дуня Смирнова
- 2009 — «Миннесота», реж. А. Прошкин
- 2011 — «Сибирь. Монамур», реж. Слава Росс
- 2012 — «Орда», реж. А. Прошкин
- 2014 — «Старуха», реж. Ермек Турсунов
- 2014 — «Переводчик», реж. А. Прошкин
- 2015 — «Орлеан», реж. А. Прошкин
- 2016 — «Все возрасты любви», реж. А. Муратов
- 2017 — «Доктор Рихтер», реж. А. Прошкин
- 2018 — «Доктор Рихтер», 2 сезон, реж. А. Прошкин

### Актёр
- 1973 — «Дела сердечные» — парень на мотоцикле
- 2020 — «Подольские курсанты» — фотограф в штабе

### Документальные фильмы
- 2008 — «Рерберг и Тарковский. Обратная сторона «Сталкера»», реж. И. Майборода (участие)

## Награды и номинации
- 1990 — главный приз на Первом ВКФ изобразительного мастерства кино, г. Екатеринбург (фильм «Сфинкс»).
- 2006 — номинация на Премию киноизобразительного искусства «Белый квадрат» Гильдии кинооператоров России (фильм «Бой с тенью»)[6].
- 2010 — номинация на Премию киноизобразительного искусства «Белый квадрат» Гильдии кинооператоров России (фильм «Миннесота»)[7].
- 2011 — приз за лучшую операторскую работу (фильм «Сибирь. Монамур») на кинофестивале Syracuse International Film Festival[8] в Сиракьюз, штат Нью Йорк.
- 2012 — приз за лучшую операторскую работу (фильм «Сибирь. Монамур») на кинофестивале Monaco Charity Film Festival в Монако[9].
- 2012 — номинация на премию Киноакадемии Азиатско-Тихоокеанского региона (Asia Pacific Screen Awards) — «За достижения в кинооператорском искусстве» (фильм «Орда»)[10][11].
- 2012 — приз за лучшую операторскую работу «За создание атмосферы, которая привносит особый смысл в эту историю одиночества» (фильм «Сибирь. Монамур») на кинофестивале в Тиране[12].
- 2013 — фестиваль независимого кино The Idyllwild CinemaFest[англ.] (ICF-2013), Idyllwild[англ.], Калифорния, США — приз Хуана Руиса Анчиа за лучшую операторскую работу (фильм «Сибирь. Монамур»)[13].
- 2013 — премия «Золотой орёл» за лучшую операторскую работу (фильм «Орда»)[14].
- 2013 — номинация на премию киноизобразительного искусства «Белый квадрат» Гильдии кинооператоров России (фильм «Орда»).
- 2013 — премия «Ника» за лучшую операторскую работу (фильм «Орда»).
- 2013 — фестиваль русского кино в Тунисе — приз за лучшую операторскую работу (фильм «Орда»)[15].
- 2014 — Заслуженный деятель искусств Российской Федерации
- 2016 — номинация на премию «Ника» за лучшую операторскую работу (фильм «Орлеан»)
- 2016 — номинация на премию киноизобразительного искусства «Белый квадрат» Гильдии кинооператоров России (фильм «Орлеан»)

Фильм «Анкор, ещё анкор!», снятый Юрием Райским в 1992 году, получил премию «Ника» в номинации «Лучший игровой фильм».
Телесериал «Бригада», снятый им в 2002 году, получил премию «ТЭФИ» в номинации «Телевизионный художественный сериал» и премию «Золотой орёл» в номинации «Лучший игровой телевизионный сериал».